# Respiration circulaire

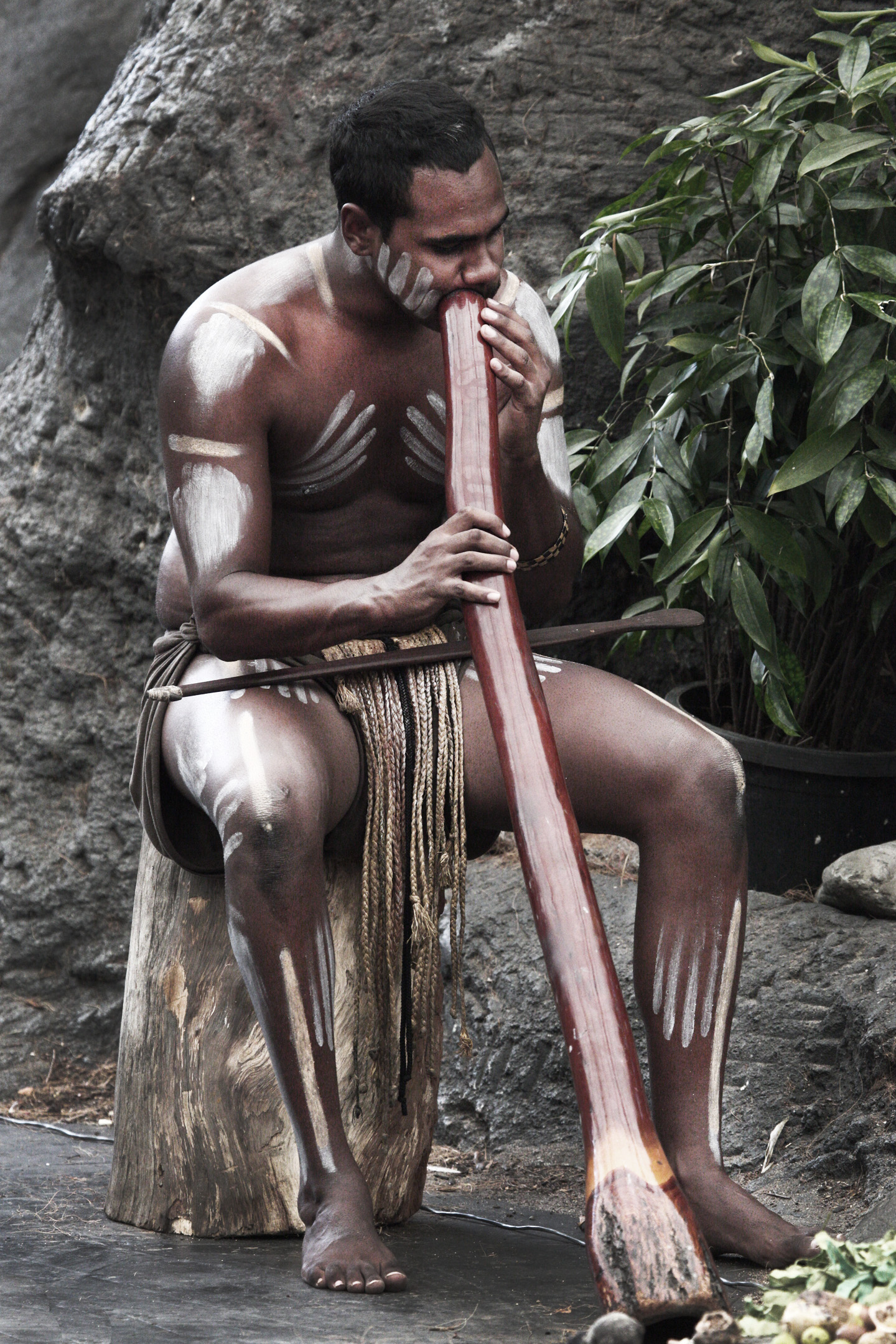
Aborigène australien jouant du didgeridoo en utilisant la technique de la respiration circulaire.

La respiration circulaire (ou souffle continu) est une technique de respiration qui permet de maintenir, pendant un laps de temps assez long, un souffle d'air continu à l'aide de la bouche.

## Problématique
Physiologiquement, il est impossible d'expirer et d'inspirer simultanément. En effet, l'Homme ne possède qu'une seule trachée et elle ne fonctionne que dans un sens à la fois. Pourtant, certains instruments de musique (comme le didgeridoo, le shehnai ou certaines flûtes) ou certains métiers (comme souffleur de verre,) nécessitent un flux continu d'air en provenance de la bouche.
Cette technique est considérée comme une technique de jeu étendue lorsqu'elle est utilisée avec un instrument ne nécessitant pas son utilisation pour en jouer (saxophone, clarinette, trompette, basson, hautbois, etc.). Elle est régulièrement utilisée en musique contemporaine, musique improvisée et quelquefois en jazz.

## Technique
La technique de la respiration circulaire consiste à conserver en permanence une réserve d'air sous pression, indépendamment de la respiration ; comme le ferait une cornemuse, mais sans l'aide d'une poche à air externe.
Pour cela, la technique utilise la cavité buccale (la bouche, les joues pour être plus précis) comme une réserve d'air, l'équivalent de la poche de cornemuse.
Quand, à force de souffler, les réserves d'air dans les poumons deviennent faibles, il faut gonfler légèrement les joues (tout en continuant à souffler) pour constituer une réserve. Ensuite, lors d'une inspiration brève par le nez, il faut expulser l'air contenu dans la cavité buccale en vidant les joues. Une fois les poumons remplis, il faut reprendre l'expiration par la bouche.
Les parties les plus délicates de la technique sont :
- d'être capable d'expulser l'air contenu dans les joues (sans l'aide de l'air des poumons) en même temps qu'on inspire par le nez ;
- de maintenir un flux constant d'air, surtout pendant les transitions (expiration de l'air des poumons, expiration de l'air des joues).

L'utilisation des joues n'est pas le seul moyen d'expulser l'air de la bouche : il est possible d'effectuer une respiration circulaire en poussant l'air vers l'avant à la force de la langue, ou en s'aidant de la mâchoire.
Une fois cette technique maîtrisée, il est possible de souffler de l'air en continu pendant plusieurs heures.